# Frau von W.
Frau von W.  (auch F. von W.; Margaret[h]e von Wolf; bl. 1837 bis 1842) war eine um 1837 auftretende deutsche Novellistin. Ihre Anonymität wurde bis heute gewahrt.

## Leben
Vermutlich war sie aus schleswig-holsteinischem Freiherrenstand, reiste nicht selten, lebte in Kopenhagen und wurde freundschaftlich von Lucie von Pückler-Muskau (vgl. Hermann von Pückler-Muskau) auf den deutschen Buchmarkt vermittelt. Lanciert wurde sie dort jedenfalls nachdrücklich von dem damaligen Erfolgsautor Leopold Schefer, was er sonst nie getan hat. Rezipiert wurde sie unter anderem von Autoren des Jungen Deutschland wie Karl Gutzkow und Theodor Mundt. Ihre literarische Spur verliert sich nach 1842 wieder; mögliche spätere Publikationen sind jedenfalls nicht unter ihrem Pseudonym erschienen.
Auf die wenigen Quellen mit differierenden Vermutungen zum Namen dieser Autorin führt am zugänglichsten Bettina Clausens Leopold Schefer Bibliographie. Werk und Rezeption 1799–1985 (Bangert & Metzler, Frankfurt am Main 1985, S. 123.128f) zurück. Die Urheberschaft Schefers schließt sie aus.

## Werk
Bemerkenswert ist sie durch ihre auffällig subtile Kenntnis des Gefühlslebens junger Frauen und Mädchen. Dies gewann ihr Leserinnen. Sie vereint dabei (biedermeierlich formuliert) Zartsinn mit realistischer Beobachtungsgabe und tieflotender Dialogführung. Ihre unprätentiöse Sprache steht auf der guten Bildungshöhe ihrer Zeit, mit Einflüssen der Berliner Romantik. Die Prosastücke sind anspruchslos konstruiert, es wird im Episodenstil hintereinanderweg erzählt, Geschichten in Geschichten erscheinen nicht selten. Inhaltlich zeigt sie Milieukenntnis des Offiziers- und Landadels, geografische Kenntnisse etwa von Norddeutschland, Italien und Frankreich und künstlerische, vor allem musikalische Interessen und malerische und landschaftsgärtnerische Kenntnisse. Ihr Grundton ist schwermütig gelassene Resignation.

## Schriften
- Der Flüchtling. Novelle v. d. F. von W. In: Dioskuren, Band 2, Veit und Co., Berlin 1837, S. 297–340
- Gemüth und Selbstsucht. Novelle von F. v. W. In: Deutsches Taschenbuch auf das Jahr 1838, Duncker & Humblot, Berlin o. J., S. 309–390
- Die Sprache des Herzens. Vier Novellen der Frau v. W. (Herz und Weltsinn, Lebensglück und Liebesglück, Fanny, Lebensbilder), hg. (mit einem Vorwort) von Leopold Schefer, Veit und Co., Berlin 1838
- Adele. Novelle von d. F. v. W., in: Der Delphin. 1839. Ein Almanach, herausgegeben von Theodor Mundt. Zweiter Jahrgang.
- Das neue Jahr, in: Urania. Taschenbuch auf das Jahr 1842. N.F., Jg. 4, Brockhaus, Leipzig 1842
- Gemüth und Selbstsucht. In: Deutscher Novellenschatz. Hrsg. von Paul Heyse und Hermann Kurz. Bd. 16. 2. Aufl. Berlin, [1910], S. 1–86. In: Weitin, Thomas (Hrsg.): Volldigitalisiertes Korpus. Der Deutsche Novellenschatz. Darmstadt/Konstanz, 2016. (Digitalisat und Volltext im Deutschen Textarchiv)

## Verwechslungsgefahr
Die Frau v. W. ist nicht mit Johanna Isabella Eleonore von Wallenrodt (1740–1819) zu verwechseln, die 1798 die Empfindungen des Geistes in Gedichten der Fr. v. W. herausbrachte.